# Earle Dickson
Earle Dickson (Grandview, 10 ottobre 1892 – Kitchener, 21 settembre 1961) è stato un inventore statunitense.
Dickson era un impiegato alla Johnson & Johnson.  Sua moglie, Josephine Knight, spesso si tagliava rassettando casa e cucinando.  Dickson constatò che la garza applicata sulle ferite con un nastro si distaccava. Nel 1920, posizionò la garza al centro del nastro e la ricoprì con crinolina per mantenerla sterile e sicura. A James Johnson, il suo capo, piacque quest'idea specialmente perché poteva essere realizzata in 30 secondi, e così decise di metterla in produzione. Nel 1924, la Johnson & Johnson installò macchine per la produzione di massa delle bende fatte in casa da Dickson. In seguito al successo commerciale della sua invenzione, Dickson venne promosso a vicepresidente della società.

## Collegamenti
- (EN) La storia raccontata da Johnson & Johnson, su band-aid.com. URL consultato il 23 dicembre 2008 (archiviato dall'url originale il 14 febbraio 2009).

| Controllo di autorità | VIAF (EN) 1684148705740937080005 · ULAN (EN) 500471610 · LCCN (EN) no2017015076 |